# Pseudopodisma nagyi
Pseudopodisma nagyi is een rechtvleugelig insect uit de familie veldsprinkhanen (Acrididae). De wetenschappelijke naam van deze soort is voor het eerst geldig gepubliceerd in 1996 door Galvagni & Fontana.